# Anders Kristiansen
Anders Kristiansen (Stavanger, 17 marzo 1990) è un ex calciatore norvegese, di ruolo portiere.

## Carriera

### Club
Kristiansen è cresciuto nelle giovanili del Viking. È stato aggregato in prima squadra a partire dalla stagione 2007, senza essere mai impiegato.
In vista della stagione seguente, è passato al Bryne con la formula del prestito. Ha esordito in 1. divisjon in data 7 giugno 2008, subentrando al portiere titolare Roger Eskeland nella sconfitta per 5-1 subita sul campo dell'Odd Grenland. Successivamente, il Bryne ha riscattato il cartellino di Kristiansen a titolo definitivo.
Il 18 novembre 2013 ha rinnovato il contratto che lo legava al club fino al 31 dicembre 2015.
Il 2 novembre 2015, il Sarpsborg 08 ha ufficializzato l'ingaggio di Kristiansen, con un accordo valido a partire dal successivo 1º gennaio: il giocatore ha firmato un accordo triennale. Il 17 aprile 2016 ha quindi debuttato in Eliteserien, venendo schierato titolare nel pareggio interno per 1-1 contro lo Stabæk.
Il 17 giugno 2018, i belgi dell'Union Saint-Gilloise hanno annunciato il tesseramento di Kristiansen, che si è legato al nuovo club con un contratto quadriennale. Ha giocato la prima partita in Tweede klasse il seguente 3 agosto, nella sconfitta per 1-0 subita contro il Lommel.
L'8 gennaio 2021, Kristiansen ha fatto ritorno al Sarpsborg 08, firmando un accordo triennale. È tornato quindi a calcare i campi dell'Eliteserien il 16 maggio dello stesso anno, nel pareggio per 0-0 contro l'Haugesund.
Il 5 luglio 2023 ha prolungato l'accordo che lo legava al Sarpsborg 08 per altre due stagioni.
Il 26 marzo 2024 è passato agli svedesi dell'IFK Göteborg, arrivato con la formula del prestito a seguito del grave infortunio occorso al portiere biancoblù Pontus Dahlberg. Quell'anno ha giocato solo una partita di campionato, in occasione della sconfitta casalinga per 3-4 contro il Brommapojkarna, entrando in campo al posto dell'infortunato Elis Bishesari. A seguito dell'arrivo estivo di Jacob Karlstrøm è sceso nelle gerarchie, diventando terzo portiere.
Il 24 gennaio 2025, attraverso il sito del Sarpsborg 08, Kristiansen ha annunciato l'addio al calcio, spiegando che il desiderio di migliorare non era più quello di un tempo e che il suo corpo non rispondeva più come prima.

### Nazionale
Kristiansen ha giocato per la Norvegia a livello Under-15, Under-16, Under-17, Under-18, Under-19 e Under-21. Per quanto concerne quest'ultima rappresentativa, ha debuttato il 10 agosto 2011, sostituendo Arild Østbø nella sconfitta per 3-0 contro la Scozia, in amichevole.

## Statistiche

### Presenze e reti nei club
Statistiche aggiornate al termine della carriera da calciatore.
| Stagione                    | Club                        | Campionato                  | Campionato | Campionato | Coppe nazionali | Coppe nazionali | Coppe nazionali | Coppe continentali | Coppe continentali | Coppe continentali | Supercoppe | Supercoppe | Supercoppe | Totale | Totale |
| Stagione                    | Club                        | Comp                        | Pres       | Reti       | Comp            | Pres            | Reti            | Comp               | Pres               | Reti               | Comp       | Pres       | Reti       | Pres   | Reti   |
| --------------------------- | --------------------------- | --------------------------- | ---------- | ---------- | --------------- | --------------- | --------------- | ------------------ | ------------------ | ------------------ | ---------- | ---------- | ---------- | ------ | ------ |
| 2007                        | Viking                      | ES                          | 0          | 0          | CN              | 0               | 0               | -                  | -                  | -                  | -          | -          | -          | 0      | 0      |
| 2008                        | Bryne                       | 1D                          | 2          | -5         | CN              | 0               | 0               | -                  | -                  | -                  | -          | -          | -          | 2      | -5     |
| 2009                        | Bryne                       | 1D                          | 2          | -4         | CN              | 0               | 0               | -                  | -                  | -                  | -          | -          | -          | 2      | -4     |
| 2010                        | Bryne                       | 1D                          | 14         | -27        | CN              | 3               | -8              | -                  | -                  | -                  | -          | -          | -          | 17     | -35    |
| 2011                        | Bryne                       | 1D                          | 29         | -34        | CN              | 1               | -2              | -                  | -                  | -                  | -          | -          | -          | 30     | -36    |
| 2012                        | Bryne                       | 1D                          | 30         | -53        | CN              | 2               | -2              | -                  | -                  | -                  | -          | -          | -          | 32     | -55    |
| 2013                        | Bryne                       | 1D                          | 30         | -50        | CN              | 4               | -4              | -                  | -                  | -                  | -          | -          | -          | 34     | -54    |
| 2014                        | Bryne                       | 1D                          | 30         | -55        | CN              | 2               | -2              | -                  | -                  | -                  | -          | -          | -          | 32     | -57    |
| 2015                        | Bryne                       | 1D                          | 28         | -48        | CN              | 3               | -5              | -                  | -                  | -                  | -          | -          | -          | 31     | -53    |
| Totale Bryne                | Totale Bryne                | Totale Bryne                | 165        | -276       |                 | 15              | -23             |                    | -                  | -                  |            | -          | -          | 180    | -299   |
| 2016                        | Sarpsborg 08                | ES                          | 17         | -23        | CN              | 1               | 0               | -                  | -                  | -                  | -          | -          | -          | 18     | -23    |
| 2017                        | Sarpsborg 08                | ES                          | 30         | -36        | CN              | 2               | -3              | -                  | -                  | -                  | -          | -          | -          | 32     | -39    |
| gen.-giu. 2018              | Sarpsborg 08                | ES                          | 0          | 0          | CN              | 3               | -3              | -                  | -                  | -                  | -          | -          | -          | 3      | -3     |
| 2018-2019                   | Union Saint-Gilloise        | D2                          | 16         | -21        | CB              | 1               | 0               | -                  | -                  | -                  | -          | -          | -          | 17     | -21    |
| 2019-2020                   | Union Saint-Gilloise        | D2                          | 7          | -10        | CB              | 3               | -1              | -                  | -                  | -                  | -          | -          | -          | 10     | -11    |
| 2020-gen. 2021              | Union Saint-Gilloise        | D2                          | 0          | 0          | CB              | 1               | 0               | -                  | -                  | -                  | -          | -          | -          | 1      | 0      |
| Totale Union Saint-Gilloise | Totale Union Saint-Gilloise | Totale Union Saint-Gilloise | 23         | -31        |                 | 5               | -1              |                    | -                  | -                  |            | -          | -          | 28     | -32    |
| 2021                        | Sarpsborg 08                | ES                          | 30         | -44        | CN              | 3               | -4              | -                  | -                  | -                  | -          | -          | -          | 33     | -48    |
| 2022                        | Sarpsborg 08                | ES                          | 19         | -30        | CN              | 0               | 0               | -                  | -                  | -                  | -          | -          | -          | 19     | -30    |
| 2023                        | Sarpsborg 08                | ES                          | 14         | -29        | CN              | 2               | -6              | -                  | -                  | -                  | -          | -          | -          | 16     | -35    |
| Totale Sarpsborg 08         | Totale Sarpsborg 08         | Totale Sarpsborg 08         | 110        | -162       |                 | 11              | -16             |                    | -                  | -                  |            | -          | -          | 121    | -178   |
| 2024                        | IFK Göteborg                | A                           | 1          | -4         | CS              | 0               | 0               | -                  | -                  | -                  | -          | -          | -          | 1      | -4     |
| Totale                      | Totale                      | Totale                      | 299        | -473       |                 | 31              | -40             |                    | -                  | -                  |            | -          | -          | 330    | -513   |